# 森當 (新罕布什爾州)
森當（英語：Sandown）是一個位於美國新罕布什爾州羅京安縣的鎮。

## 人口
根據2020年美國人口普查的數據，森當的面積為37.40平方千米，當中陸地面積為36.10平方千米，而水域面積為1.30平方千米。當地共有人口6548人，而人口密度為每平方千米175人。